# Армстронг, Джо
Джо А́рмстронг (англ. Joe Armstrong; род. 7 октября 1978) — британский актёр. Получил известность благодаря сериалам «В постели»,«Робин Гуд», «Breaking the Mould».

## Биография
Джо Армстронг родился в Лондоне 7 октября 1978 года. Его отец — ветеран сцены и актёр кино — Алан Армстронг. Они вместе снялись в фильмах «В постели», «Билет в никуда» и в мини-сериале «Пустые короны» («The Hollow Crown»). У Джо также имеется два брата.
Джо учился в школе Эллиота в Путнее в 1993—1997 годах, затем поступил в университет Бристола. В студенческие годы Джо активно принимал участие в университетском театральном кружке. После Бристола, Армстронг работал в театрах Лондона. В 2006 году в его карьере наметился резкий скачок благодаря роли Алана Дейла в новом сериале BBC — «Робин Гуде».

## Фильмография

### Телефильмы
- 1997: «Midsomer Murders»
- 2000—2011: «The Bill»
- 2001—2007 : «The Inspector Lynley Mysteries»
- 2003—2005: «The Last Detective»
- 2003: «Coming Up»
- 2003: «Between the Sheets»
- 2004: «Hustle»
- 2004: «Passer By»
- 2004: «Война Фойла» — cезон 3; эпизод 3: «Они сражались в полях» — Том Джексон
- 2004: «Blackpool»
- 2006: «A Ticket Too Far»
- 2006—2009: «Робин Гуд»
- 2007: «Party Animals»
- 2007: «The Whistleblowers»
- 2009: «Breaking the Mould»
- 2009—2011: «Land Girls»
- 2010: «A Passionate Woman»
- 2012: «Public Enemies»
- 2012: «The Hollow Crown»
- 2013: «The Village»
- 2014: «Closer to the Moon»